# Championnats d'Afrique juniors d'athlétisme 2019
Navigation
Tlemcen 2017 Lusaka 2023
Les 14es Championnats d'Afrique juniors d'athlétisme se déroulent du 16 au 20 avril 2019 à Abidjan, en Côte d'Ivoire. Pour la première fois, l'événement est organisé conjointement avec les championnats d'Afrique cadets.

## Résultats juniors

### Hommes
| Épreuves             | Or                                          | Argent                                  | Bronze                                        |
| -------------------- | ------------------------------------------- | --------------------------------------- | --------------------------------------------- |
| 100 mètres           | Enoch Adegoke (NGA) 10 s 29                 | Phatutshedzo Maswanganyi (RSA) 10 s 35  | Luke Davids (RSA) 10 s 35                     |
| 200 mètres           | Phatutshedzo Maswanganyi (RSA) 20 s 77      | Luke Davids (RSA) 20 s 98               | Edwin Kwabla Gadayi (GHA) 21 s 04             |
| 400 mètres           | Lamine Modou Bah (GAM) 46 s 91              | Luyando Mudenda (ZAM) 47 s 37           | Efrem Weldegebel (ETH) 47 s 49                |
| 800 mètres           | Ngeno Kipngetich (KEN) 1 min 45 s 25        | Rotiken Ole Shitolj (KEN) 1 min 46 s 51 | Idrissa Maron (GAM) 1 min 47 s 20             |
| 1 500 mètres         | Meitamei Managoi (KEN) 3 min 47 s 55        | Nickson Lesiha (KEN) 3 min 48 s 87      | Nberet Kefale (ETH) 3 min 49 s 64             |
| 5 000 mètres         | Edward Zakayo (KEN) 13 min 13 s 06          | Jacob Krop (KEN) 13 min 14 s 44         | Reuben Pogisho (KEN) 13 min 43 s 46           |
| 10 000 mètres        | Bravin Kipkogei Kiptoo (KEN) 28 min 17 s 06 | Samuel Kibet (UGA) 28 min 22 s 26       | Emmanuel Kiprotich Korir (KEN) 28 min 26 s 46 |
| 110 mètres haies     | Michel Shoeman (RSA) 14 s 00                | Jérémie Lararaudeuse (MRI) 14 s 06      | Mamadou Lamine Sakho (SEN) 14 s 54            |
| 400 mètres haies     | Sokwakhana Zazini (RSA) 50 s 35             | Ismael Mahiani (MAR) 51 s 16            | Gadisa Bayu (ETH) 51 s 82                     |
| 3 000 mètres steeple | Leonard Bett (KEN) 8 min 25 s 60            | Brian Limo (KEN) 8 min 35 s 53          | Lamecha Girma (ETH) 8 min 48 s 56             |
| 4 × 100 mètres       | Nigeria 40 s 21                             | Gambie 41 s 20                          | Côte d'Ivoire 42 s 00                         |
| 4 × 400 mètres       | Kenya 3 min 10 s 06                         | Éthiopie 3 min 10 s 99                  | Nigeria 3 min 14 s 15                         |
| 10 000 m marche      | Dominic Samson Ndigiti (KEN) 43 min 27 s 21 | Abderahman Ahmed (EGY) 45 min 20 s 46   | Mehdi Abidi (ALG) 46 min 27 s 31              |
| Saut en hauteur      | Breyton Poole (RSA) 2,18 m                  | Bilel Afer (ALG) 2,06 m                 | Lim Koungduop (ETH) 2,06 m                    |
| Saut à la perche     | Valco van Wyk (RSA) 4,65 m                  | -                                       | -                                             |
| Saut en longueur     | Omod Okugn (ETH) 7,35 m                     | Harry Afaxoe (GHA) 7,28 m               | Bekele Jilo (ETH) 7,28 m                      |
| Triple saut          | Adire Ochalla (ETH) 15,77 m                 | Kangogo (KEN) 15,65 m                   | Prosper Dezardin (MRI) 15,33 m                |
| Lancer du poids      | Motaz Mohamed El Said (EGY) 19,21 m         | Chris Van Niekerk (RSA) 18,40 m         | Ryan Williams (NAM) 16,02 m                   |
| Lancer du disque     | Chris Van Niekerk (RSA) 56,49 m             | Francis Prinsloo (RSA) 55,79 m          | Ryan Williams (NAM) 53,37 m                   |
| Lancer du marteau    | Yousef Hesham (EGY) 65,09 m                 | Mohamed Aly Hesham (EGY) 64,85 m        | Botshello Kobokoane (RSA) 61,01 m             |
| Lancer du javelot    | NC                                          | NC                                      | NC                                            |
| Décathlon            | Mohamed Abderrahmane Zadi (ALG)             | El Sayed Ramy Ahmed (EGY)               | Erewa Law (NGA)                               |

### Femmes
| Épreuves             | Or                                        | Argent                                      | Bronze                                  |
| -------------------- | ----------------------------------------- | ------------------------------------------- | --------------------------------------- |
| 100 mètres           | Rosemary Chukwuma (NGA) 11 s 62           | Rose Xeyi (RSA) 11 s 75                     | Grace Nwokocha (NGA) 11 s 88            |
| 200 mètres           | Rosemary Chukwuma (NGA) 23 s 81           | Antoinette Van der Merve (RSA) 23 s 97      | Esther Peter Okon (NGA) 24 s 20         |
| 400 mètres           | Mary Moraa (KEN) 53 s 57                  | Sara El Hachimi (MAR) 55 s 02               | Glory Patrick Okon (NGA) 55 s 18        |
| 800 mètres           | Jackline Wambui (KEN) 2 min 04 s 29       | Hirut Meshesha (ETH) 2 min 04 s 70          | Lydia Jerito (KEN) 2 min 04 s 78        |
| 1 500 mètres         | Diribe Welteji (ETH) 4 min 11 s 59        | Edinah Jebitok (KEN) 4 min 13 s 02          | Mercyline Cherono (KEN) 4 min 15 s 95   |
| 3 000 mètres         | Alemitu Tariku (ETH) 9 min 33 s 53        | Emmaculate Anyango (KEN) 9 min 36 s 05      | Tsihan Haile (ETH) 9 min 37 s 06        |
| 5 000 mètres         | Beatrice Chebet (KEN) 16 min 02 s 66      | Dolphine Niaboke Omare (KEN) 16 min 07 s 42 | Sarah Chelangate (UGA) 16 min 09 s 96   |
| 100 mètres haies     | Rogail Joseph (RSA) 13 s 97               | Antoinette Van der Merve (RSA) 14 s 09      | Victoria Adumbi (NGA) 14 s 42           |
| 400 mètres haies     | Rogail Joseph (RSA) 57 s 37               | Goince Moraice (RSA) 58 s 85                | Loubna Benhadja (ALG) 59 s 18           |
| 3 000 mètres steeple | Fancy Cherono (KEN) 9 min 48 s 56         | Caren Chebet (KEN) 9 min 51 s 41            | Lomi Muleta Tefera (ETH) 10 min 12 s 18 |
| 4 × 100 mètres       | Nigeria 45 s 56                           | Afrique du Sud 46 s 36                      | Côte d'Ivoire 47 s 84                   |
| 4 × 400 mètres       | Éthiopie 3 min 39 s 82                    | Afrique du Sud 3 min 40 s 54                | Nigeria 3 min 41 s 86                   |
| 10 000 m marche      | Rihem Bouzid (TUN) 51 min 47 s 8          | Betwe Gerahunmar (ETH) 52 min 19 s 1        | Sintayehu Masire (ETH) 53 min 47 s 9    |
| Saut en hauteur      | Rose Yeboah (GHA) 1,83 m                  | Nataca Chetty (SEY) 1,77 m                  | Kristi Snyman (RSA) 1,75 m              |
| Saut à la perche     | Isra Moradhi (EGY) 3,30 m                 | Yasmeen Hazeem (EGY) 3,30 m                 | Imen Rhouma (TUN) 3,30 m                |
| Saut en longueur     | Faith Jepkemboi Kipsang (KEN) 5,83 m      | Rose Xeyi (RSA) 5,81 m                      | Victory George (ETH) 5,70 m             |
| Triple saut          | Onaara Obamuwagun (NGA) 12,78 m           | Morake Gontse (RSA) 12,47 m                 | Dorothy Kavumba (ZIM) 12,41 m           |
| Lancer du poids      | NC                                        | NC                                          | NC                                      |
| Lancer du disque     | Kara Pricess (NGA) 50,04 m                | Rima Ahmed Abd (EGY) 46,95 m                | Teklu Tsehaye (ETH) 45,93 m             |
| Lancer du marteau    | Rawan Ayman Ibrahim Barakat (EGY) 60,83 m | Zeroual Zineb (MAR) 47,34 m                 | Abdelafou Zainab (TUN) 42,10 m          |
| Lancer du javelot    | Josephine Joyce Lalam (UGA) 49,78 m       | Savannah Combrink (RSA) 46,84 m             | Dorothy Roro (KEN) 45,69 m              |
| Heptathlon           | Ouidad Yesli (ALG) 4431                   | Blessing Ovwighonadjebere (NGA) 4320        | Hania Abdalah (ALG) 4148                |

### Tableau des médailles
| Rang  | Nation         | Or | Argent | Bronze | Total |
| ----- | -------------- | -- | ------ | ------ | ----- |
| 1     | Kenya          | 13 | 10     | 5      | 28    |
| 2     | Afrique du Sud | 9  | 13     | 3      | 25    |
| 3     | Nigeria        | 7  | 1      | 8      | 16    |
| 4     | Éthiopie       | 6  | 4      | 12     | 22    |
| 5     | Égypte         | 4  | 6      | 0      | 10    |
| 6     | Algérie        | 2  | 3      | 3      | 8     |
| 7     | Ouganda        | 1  | 1      | 1      | 3     |
| 7     | Ghana          | 1  | 1      | 1      | 3     |
| 7     | Gambie         | 1  | 1      | 1      | 3     |
| 10    | Tunisie        | 1  | 0      | 1      | 2     |
| 11    | Maroc          | 0  | 3      | 1      | 4     |
| 12    | Maurice        | 0  | 1      | 1      | 2     |
| 13    | Seychelles     | 0  | 1      | 0      | 1     |
| 13    | Zambie         | 0  | 1      | 0      | 1     |
| 15    | Namibie        | 0  | 0      | 3      | 3     |
| 16    | Côte d'Ivoire  | 0  | 0      | 2      | 2     |
| 17    | Sénégal        | 0  | 0      | 1      | 1     |
| 17    | Zimbabwe       | 0  | 0      | 1      | 1     |
| Total | Total          | 45 | 46     | 44     | 135   |

## Résultats cadets

### Garçons
| Épreuves             | Or                                           | Argent                                      | Bronze                                      |
| -------------------- | -------------------------------------------- | ------------------------------------------- | ------------------------------------------- |
| 100 mètres           | Thabang Hlohlolo (RSA) 10 s 61               | Eckardt Potgieter (RSA) 10 s 64             | Vuyo Ndidou (RSA) 10 s 65                   |
| 200 mètres           | Sinesipho Dambile (RSA) 20 s 52              | Eckardt Potgieter (RSA) 21 s 29             | Isaaez Dome Anam (GHA) 21 s 42              |
| 400 mètres           | Lythe Pillay (RSA) 46 s 26                   | Brian Onyari Tinega (KEN) 46 s 73           | Antoine Nortje (RSA) 46 s 99                |
| 800 mètres           | Guirreh Abdo Razakhassan (DJI) 1 min 46 s 54 | Mohamed Ali Gouaned (ALG) 1 min 47 s 88     | Kirui Kipkemboi (KEN) 1 min 47 s 89         |
| 1 500 mètres         | Vincent Kibet Keter (KEN) 3 min 40 s 28      | Fentahun Gezahign Yihun (ETH) 3 min 43 s 64 | Peter Kibui Wangari (KEN) 3 min 45 s 50     |
| 3 000 mètres         | Emmanuel Korir Kiplagat (KEN) 8 min 14 s 32  | Gezahegn Yihun Fantamun (ETH) 8 min 14 s 51 | Gideon Kipkertich Ronoh (KEN) 8 min 17 s 83 |
| 110 mètres haies     | Reinhardt Strans (RSA) 13 s 92               | Léonard Bangue (CMR) 13 s 93                | Youssef Badwy (EGY) 14 s 17                 |
| 400 mètres haies     | Luciano Custodio (RSA) 52 s 53               | Ndikponke Okure (NGA) 53 s 39               | Youssef Badwy (EGY) 53 s 49                 |
| 2 000 mètres steeple | Bikila Tadese Takele (ETH) 5 min 35 s 47     | Kibeth Chepkwony (KEN) 5 min 37 s 36        | Ronald Kipngetich (KEN) 5 min 39 s 21       |
| Relais medley        | Afrique du Sud 1 min 49 s 50                 | Nigeria 1 min 53 s 56                       | Gambie 1 min 55 s 18                        |
| 10 000 m marche      | Abdenour Ameur (ALG) 51 min 15 s 21          | Osama Hussin Ahmed (EGY) 52 min 47 s 83     | Oussama Aouina (TUN) 53 min 19 s 19         |
| Saut en hauteur      | Omamuyovwi Best Erhire (NGA) 2,08 m          | Joshua Malcolm Onezime (SEY) 2,06 m         | Mohamed Kamal Ziad (EGY) 2,04 m             |
| Saut à la perche     | Kyer Rademeyer (RSA) 5,10 m                  | Nikolam Van Huysteen (RSA) 4,80 m           | Ayndlem Belayabebe (ETH) 3,60 m             |
| Saut en longueur     | Jason Tito (RSA) 7,40 m                      | Jaugu Sarjo (GAM) 6,76 m                    | Alaold Olatunde (NGA) 6,60 m                |
| Triple saut          | Collins Kipkorir (KEN) 14,82 m               | Omamuyovwi Best Erhire (NGA) 14,77 m        | Jason Tito (RSA) 14,57 m                    |
| Lancer du poids      | Osama Mohamed (EGY) 19,52 m                  | Douw Kruger (RSA) 19,03 m                   | Wynand Swanepoel (RSA) 17,82 m              |
| Lancer du disque     | Osama Mohamed (EGY) 58,91 m                  | Wynand Swanepoel (RSA) 57,64 m              | Douw Kruger (RSA) 51,10 m                   |
| Lancer du marteau    | Mohamed Saeed (EGY) 68,66 m                  | Abdelmalak Benziada (ALG) 56,36 m           | Mersha Mentesnot (ETH) 54,19 m              |
| Lancer du javelot    | Nnamdi Chinecherem (NGA) 74,71 m             | Armand Diasso (CIV) 46, 36 m                | Losani Konaté (BUR) 43,17 m                 |
| Octathlon            | Ayoub Bansabra (ALG)                         | Jordane Quirin (MRI)                        | Yusuf Rasheed (NGA)                         |

### Filles
| Épreuves             | Or                                     | Argent                                | Bronze                                   |
| -------------------- | -------------------------------------- | ------------------------------------- | ---------------------------------------- |
| 100 mètres           | Miandi van Staden (RSA) 12 s 00        | Jalika Bajinka (GAM) 12 s 02          | Praise Ofoku (NGA) 12 s 14               |
| 200 mètres           | Favour Ofili (NGA) 23 s 38             | Anita Taviore (NGA) 24 s 07           | Binta Jallow (GAM) 24 s 13               |
| 400 mètres           | Favour Ofili (NGA) 52 s 28             | Linda Kagetla (KEN) 52 s 52           | Amy Laute Adu (RSA) 54 s 29              |
| 800 mètres           | Prudence Sekgodiso (RSA) 2 min 07 s 03 | Sheila Belio (KEN) 2 min 07 s 45      | Nelly Chepchirchir (KEN) 2 min 07 s 90   |
| 1 500 mètres         | Meryem Azrour (MAR) 4 min 20 s 14      | Janet Nyiva (KEN) 4 min 20 s 43       | Almaz Girma Tilahun (ETH) 4 min 21 s 97  |
| 3 000 mètres         | Zena Jemutai Yego (KEN) 9 min 13 s 23  | Deborah Chemutai (KEN) 9 min 13 s 42  | Amare Berheteha (ETH) 9 min 14 s 72      |
| 5 000 mètres         | NC                                     | NC                                    | NC                                       |
| 100 mètres haies     | Kayla Van der Bergh (RSA) 13 s 50      | Rabil Hamel (ALG) 14 s 02             | Madina Touré (BUR) 14 s 53               |
| 400 mètres haies     | Sarah Ochigbo (NGA) 1 min 03 s 13      | Saphietou Boye (SEN) 1 min 05 s 97    | Djamilatou Sanou (BUR) 1 min 06 s 24     |
| 2 000 mètres steeple | Juby Jerotich (KEN) 6 min 47 s 96      | Zerfe Wondemagegn (ETH) 6 min 50 s 40 | Dorothy Kimutai (KEN) 7 min 06 s 89      |
| Relais medley        | Nigeria 2 min 11 s 93                  | Gambie 2 min 12 s 21                  | Afrique du Sud 2 min 12 s 33             |
| 5 000 m marche       | Melissa Touloum (ALG) 25 min 45 s 29   | Mariame Worku (ETH) 26 min 02 s 54    | Soumaya Mannai (TUN) 27 min 55 s 83      |
| Saut en hauteur      | Jeanne Visser (RSA) 1,73 m             | Saly Sarr (SEN) 1,69 m                | Lamentine Fouda (CMR) 1,60 m             |
| Triple saut          | Nolwazi Mashaba (RSA) 12,65 m          | Robe Boru Sambate (ETH) 12,06 m       | Grace Oshiopku (NGA) 11,81 m             |
| Saut en longueur     | Nolwazi Mashaba (RSA) 5,82 m           | Joane Geber (RSA) 5,80 m              | Oghenerouno Adogbeji (NGA) 5,56 m        |
| Lancer du poids      | Dane Roets (RSA) 17,33 m               | Mine Deklerk (RSA) 16,90 m            | Dina Amel Farouk (EGY) 13,92 m           |
| Lancer du disque     | Dane Roets (RSA) 46,35 m               | Chaimae Bouchaal (MAR) 41,91 m        | Esther Osisike (NGA) 41,28 m             |
| Lancer du marteau    | Phethissang Makhethe (RSA) 63,51 m     | Nagla Amel Farouk (EGY) 56,23 m       | Fatima Zohra Tadjine Ikram (ALG) 53,62 m |
| Lancer du javelot    | Heike De Nyssechen (RSA) 51,57 m       | Matha Nthanzi Musai (KEN) 48,96 m     | Shakenaz Zinwefky (EGY) 42,98 m          |
| Heptathlon           | Saly Sarr (SEN) 4005                   | Ese Awusa (NGA) 3792                  | Tamer El Gebaly (EGY) 3365               |

### Tableau des médailles
| Rang  | Nation         | Or | Argent | Bronze | Total |
| ----- | -------------- | -- | ------ | ------ | ----- |
| 1     | Afrique du Sud | 18 | 7      | 7      | 32    |
| 2     | Kenya          | 6  | 6      | 5      | 17    |
| 3     | Nigeria        | 5  | 6      | 5      | 16    |
| 4     | Éthiopie       | 3  | 4      | 4      | 11    |
| 5     | Égypte         | 3  | 2      | 6      | 11    |
| 6     | Algérie        | 2  | 3      | 1      | 6     |
| 7     | Maroc          | 1  | 1      | 0      | 2     |
| 7     | Sénégal        | 1  | 1      | 0      | 2     |
| 9     | Djibouti       | 1  | 0      | 0      | 1     |
| 10    | Gambie         | 0  | 3      | 2      | 5     |
| 11    | Cameroun       | 0  | 1      | 1      | 2     |
| 12    | Côte d'Ivoire  | 0  | 1      | 0      | 1     |
| 12    | Maurice        | 0  | 1      | 0      | 1     |
| 12    | Seychelles     | 0  | 1      | 0      | 1     |
| 15    | Burkina Faso   | 0  | 0      | 2      | 2     |
| 16    | Ghana          | 0  | 0      | 1      | 1     |
| 16    | Tunisie        | 0  | 0      | 1      | 1     |
| Total | Total          | 40 | 37     | 35     | 112   |